# Eunyoung Choi
Eunyoung Choi (coréen : 최은영 , japonais : 崔恩映 ou チェ・ウニョン) est une directrice de studio, productrice, réalisatrice et animatrice sud-coréenne active notamment dans l'animation japonaise. Elle est l'actuelle PDG de Science SARU, un studio d'animation japonais qu'elle a cofondé avec Masaaki Yuasa en 2013.
Au départ principalement connue pour sa carrière d'animatrice et de réalisatrice, elle gagne en popularité comme productrice et pour avoir succédé à Masaaki Yuasa à la tête de Science SARU après son départ en 2020.

## Biographie

### Jeunesse et formation
Eunyoung Choi est née en Corée du Sud. Elle peint depuis l'enfance, d'abord intéressée par le style réalisme avant de graduellement passer à l'impressionnisme puis à l'art moderne. Elle est diplômée de l'Université Yeungnam en 1998, avec un Bachelor of Arts à la fois en beaux-arts et en sculpture. Elle n'est au départ pas intéressée par l'animation, mais commence à étudier l'animation de personnage après avoir déménagé à Londres pour des études supérieures à Central Saint Martins. Elle en sort diplômée en 2005, puis déménage au Japon pour travailler dans le milieu de l'animation japonaise.

### Débuts dans l'animation avec Masaaki Yuasa
Après son arrivée au Japon en 2005, le premier emploi de Choi était un poste animatrice clé au studio d'animation Gonzo. Après avoir appris que le réalisateur Masaaki Yuasa mettait en place une équipe pour une nouvelle série d'animation télévisée, Kemonozume, au studio d'animation Madhouse, Choi envoie son portfolio au studio et est embauchée pour travailler sur le projet. Elle travaille sur la série en temps qu'animatrice clé et directrice de l'animation sur divers épisodes, avec de très bons retours critiques sur ses épisodes ainsi que de ses collègues animateurs,.
Tout au long des années 2000, Yuasa et Choi vont continuer à travailler ensemble sur divers projets animés produits chez Madhouse, notamment les séries Kaiba en 2008 et The Tatami Galaxy en 2010, où elle aura l'occasion de passer à la réalisation d'épisodes ; sans Yuasa, elle travaille également sur d'autres productions de Madhouse, notamment Casshern Sins.

### Directrice d'Ankama Japan
En 2009, Choi devient diretrice du studio Ankama Japan, filiale japonaise de la société de divertissement et d'animation française Ankama. Alors récemment ouvert, le studio produit des oeuvres combinant animation tradionnelle (dessinée à la main) et animation numérique créée via Adobe Animate. Le studio relocalise 25 animateurs européens dans son studio de Tokyo pour y produire un épisode de la série Wakfu intitulé Noximilien l'horloger. Choi réalise l'épisode, avec Yuasa comme character designer.
En 2011, Ankama ferme son studio japonais,. Toutefois, Choi reste convaincue que ce mélange de techniques d'animation est précurseur et important, ainsi que le fait de travailler dans l'animation japonaise avec une équipe multiculturelle et pas uniquement japonais. Ces principes seront gardés pour la fondation de Science SARU, quelques années plus tard.

### Création de Science SARU
Malgré la fermeture d'Ankama Japan, Choi et Yuasa continuent à collaborer. Ensemble, ils produisent le court métrage d'animation Kick-Heart (2013), premier projet d'anime commercial conséquent à être produit via une campagne de financement participatif réussie sur Kickstarter. Pendant la production de Kick-Heart, Choi propose la cration d'un nouveau studio à Yuasa, qui accepte. Science SARU est créé en février 2013, et à la fin de la même année, le studio compte cinq employés.
Choi a joué un rôle déterminant dans l'établissement de la méthodologie de production de Science SARU (combinant dessin à la main et animation numérique) et dans le recrutement de son personnel, intentionnellement multiculturel,. Plusieurs anciens membres d'Ankama Japan, dont Abel Góngora, directeur de l'équipe créative et chef de l'animation Flash à l'époque, ont été parmi les premiers à rejoindre le nouveau studio de Choi,.
Le premier projet du studio est un épisode de la série animée américaine Adventure Time intitulé Food Chain, en 2014. Yuasa réalise l'épisode, avec Choi comme directrice créative. L'épisode sera nommé pour un Annie Award et au Festival d'Annecy. La même année, Choi réalise également des épisodes de la série Ping Pong, réalisée par Yuasa, et pour la série Space Dandy de Shingo Natsume et Shin'ichirō Watanabe,.
Elle réalise également la mini-série promotionnelle What's Debikuro?, conçue pour la publicité du film (en prise de vues réelles) sud-coréen Miracle: Devil Claus' Love and Magic.

### Transition vers la production
Alors que Science Saru augmente son nombre d'oeuvres produites, Choi bascule progressivement de l'animation et de la réalisation vers la production et la gestion administrative et logistique du studio. Début 2016, le studio est prêt à entreprendre son premier projet à grande échelle et commence la production de son premier long métrage, Lou et l'Île aux sirènes, qui sort l'année suivante. Le film est réalisé en moins de 16 mois, en suivant les méthodes hybrides d'animation du studio (animation traditionnelle « assistée numériquement »).
Lors de la production de Lou, le studio est approché pour produire un second film, la comédie romantique Night Is Short, Walk On Girl, suite spirituelle de The Tatami Galaxy dont la pré-production débute en se chevauchant avec la post-production de Lou et l'ïle aux sirènes. Alors que la production de Lou s'est terminée en premier, le film est sorti après Night Is Short, Walk On Girl. Les deux films, où Choi travaille comme productrice de l'animation, sont acclamés par la critique : Lou reçoit le Cristal du long métrage au Festival d'Annecy, le Prix Ōfuji Noburō des Mainichi Film Awards, et le Grand Prix du Festival des arts médiatiques du Japon pour l'animation ; Night is Short, Walk On Girl reçoit quant à lui le Japan Academy Film Prize pour l'anime de l'année, le Grand Prix du Festival international d'animation d'Ottawa pour le meilleur long métrage d'animation, et est régulièrement listé comme l'un meilleurs films d'animation japonaise des années 2010,,.
En 2018, Choi est productrice d'animation pour la première série animée de Science SARU, Devilman crybaby. Diffusée dans le monde entier par Netflix, la série est succès international massif à sa sortie, avec la particularité notable d'avoir 90 % de ses spectateurs basés dehors du Japon. La série remporte les  Crunchyroll Anime Awards pour l'anime de l'année et Yuasa, qui la réaliste, est nommé réalisateur de l'année. Devilman crybaby est également considérée comme l'une des meilleures séries d'animation japonaises des années 2010,,,.
L'année suivante, elle produit le film Ride Your Wave, toujours réalisé par Yuasa, qui rencontre un succès commercial moindre mais reçoit parmi les meilleurs retours critiques du studio à l'époque. Le film est nommé dans diverses catégories au Festival d'Annecy, aux Annie Awards, et aux Mainichi Film Awards, et il remporte les prix du meilleur long métrage d'animation au Festival international du film de Shanghai, au Festival international du film Fantasia et Festival du cinéma de Sitges,,.
En 2020, Choi a produit deux séries animées : la comédie Keep Your Hands Off Eizouken!, et Japan Sinks: 2020 pour Netflix, toutes deux à nouveau réalisées par Yuasa. Eizouken est saluée par la critique, souvent listée parmi les meilleures séries animées de 2020,,,,. Elle remporte également les Crunchyroll Anime Awards du réalisateur de l'année et de la meilleure animation, et reçoit le Grand Prix de l'animation télévisée aux Tokyo Anime Awards (en) celui du Japan Media Arts Festival pour l'animation. Japan Sinks reçoit un succès critique plus mitigé, mais attire l'attention pour son multiculturalisme et son inclusivité et son scénario a été considéré comme un des meilleurs de son année,.

### Directrice de Science SARU
Le 25 mars 2020, Masaaki Yuasa démissionne de ses fonctions de PDG de Science SARU, voulant prendre plus de repos après 7 années comme réalisateur principal et directeur du studio. Choi prend sa suite, indiquant qu'en plus de continuer à collaborer avec Yuasa sur de futures productions, le studio chercherait à développer de nouveaux projets supplémentaires avec d'autres réalisateurs que son réalisateur phare,.
En 2021, elle produit deux projets connexes : le long métrage Inu-Oh et la série télévisée d'animation The Heike Story, tous deux basés sur des œuvres du romancier Hideo Furukawa liées au Dit des Heike. Inu-Oh, réalisé par Yuasa, sort en août 2022,, et reçoit un un accueil critique très favorable,. Il remporte le prix du meilleur long métrage d'animation au Festival international du film Fantasia, et est même nommé pour le Golden Globe du meilleur long métrage d'animation. The Heike Story, réalisée par Naoko Yamada, est diffusée sur les plateformes mondiales de streaming en septembre 2021 avant une diffusion à la télévision japonaise en janvier 2022 et est considéré comme un des meilleures séries de 2021,,,.
La même année, Choi retourne à la réalisation après 6 ans, en réalisant un des neuf courts métrages créés pour Star Wars: Visions, une anthologie animée en coproduction internationale se passant dans l'univers de Star Wars. En plus d'Akakiri, l'épisode qu'elle réalise, elle produit également T0-B1, l'épisode réalisé par Abel Góngora chez Science SARU pour la même compilation. L'anthologiee sort fin septembre 2021 sur Disney+ et reçoit un accueil favorable, le travail de réalisateur de Choi attirant des éloges,,,.

#### Controverses sur la charge de travail
Mi-2021, au milieu d'une vague de dénonciation générale des conditions de travail des animateurs dans l'animation japonaise, d'anciens animateurs ayant travaillé chez Science SARU évoquent de nombreux problèmes liés à l'ambition du studio et la gestion de leur quantité de travail, avec des périodes de crunch et de surcharge de travail causés par la production de trop nombreux projets en cascade pour un studio de taille modeste (1 long-métrage, 1 court-métrage, et 2 séries de 13 épisodes en 2021) sous la direction de Yuasa comme celle de Choi,. Les accusations évoquent également des animateurs poussés à faire des nuits blanches, atteint de symptômes dépressifs, ou quittant le studio après un burnout,.

## Filmographie
Sauf mention contraire explicite, les informations de cette section sont tirées des cartons de crédits des œuvres mentionnées, ou de bases de données compilant ces mêmes crédits,,.

### Séries principales
| Année     | Titre                          | Rôle(s)                                                                                         |
| --------- | ------------------------------ | ----------------------------------------------------------------------------------------------- |
| 2006      | Witchblade                     | Animation clé                                                                                   |
| 2006      | Kemonozume                     | Directrice d'animation, animation clé                                                           |
| 2006      | Tokyo Tribe 2                  | Animation d'ending                                                                              |
| 2006      | Tenpō ibun ayakashi ayashi     | Animation clé                                                                                   |
| 2008      | Kaiba                          | Directrice d'animation, réalisation et story-board d'épisodes                                   |
| 2008–2009 | Casshern Sins                  | Directrice d'animation, réalisation et story-board d'épisodes                                   |
| 2010      | The Tatami Galaxy              | Réalisation et story-board d'épisode, animation clé                                             |
| 2013      | Dofus : Aux trésors de Kerubim | Réalisatrice d'épisode                                                                          |
| 2014      | Space Dandy                    | Épisode dédié (réalisation, scénario original, story-board, direction artistique, chara-design) |
| 2014      | Ping Pong the Animation        | Assistante réalisatrice, animation d'ending, animation clé                                      |
| 2014      | Adventure Time                 | Productrice et directrice créative d'épisode                                                    |
| 2014–2015 | Garo                           | Réalisation, story-board et montage de générique                                                |
| 2018      | Devilman Crybaby               | Productrice d'animation                                                                         |
| 2020      | Japan Sinks 2020               | Productrice d'animation                                                                         |
| 2020      | Keep Your Hands Off Eizouken!  | Productrice, produtrice d'animation                                                             |
| 2022      | The Heike Story                | Productrice                                                                                     |
| 2022      | Yurei Deco                     | Productrice en chef                                                                             |
| 2023      | Scott Pilgrim prend son envol  | Productrice                                                                                     |

### Films
| Année | Titre                                                        | Rôle(s)                                              |
| ----- | ------------------------------------------------------------ | ---------------------------------------------------- |
| 2008  | Hells (en)                                                   | Animation clé                                        |
| 2012  | Kick-Heart (en)                                              | Assistante réalisatrice, color design, animation clé |
| 2014  | Crayon Shin-chan: Intense Battle! Robo Dad Strikes Back (en) | Animation de combat                                  |
| 2015  | Crayon Shin-chan: My Moving Story! Cactus Large Attack! (en) | Aide au character design, assistante d'animation     |
| 2017  | Night Is Short, Walk On Girl                                 | Productrice d'animation, story-board                 |
| 2017  | Lou et l'Île aux sirènes                                     | Productrice d'animation                              |
| 2019  | Ride Your Wave                                               | Productrice                                          |

### Autres
| Année | Titre                        | Type                      | Rôle(s)                                                   |
| ----- | ---------------------------- | ------------------------- | --------------------------------------------------------- |
| 2010  | Wakfu - Noximlien l'horloger | Épisode spécial           | Réalisatrice, story-board, directrice de la mise en scène |
| 2014  | What's Debikuro?             | Mini-série promotionnelle | Réalisatrice, story-board, direction créative             |
| 2021  | Star Wars: Visions - Akakiri | Anthologie                | Réalisatrice                                              |